# شهرستان توآلومی (کالیفرنیا)
شهرستان توآلومی واقع در سیرا نوادا در ایالت کالیفرنیا، آمریکا می‌باشد. بخش شمالی پارک ملی یوسیمیتی در قسمت شرقی این شهرستان قراردارد. مطابق با سرشماری سال ۲۰۰۰ جمعیت آن معادل ۵۴٬۵۰۱ نفر برآورد شده‌است. بخشداری آن سونورا می‌باشد.
شهرستان توآلومی یکی از شهرستان اصلی ایالت کالیفرنیا می‌باشد که در سال ۱۸۵۰ تشکیل شده‌است. بخش‌هایی از این شهرستان به شهرستان‌های استانیسلاس در سال ۱۸۵۴ و آلپاین در سال ۱۸۶۴ داده شده‌است.